# Арбавереська сільська рада
А́рбавереська сільська рада (ест. Arbavere külanõukogu, рос. Арбавереский сельский совет) — сільська рада в Естонській РСР, адміністративно-територіальна одиниця в складі повіту Вірумаа (1945—1950) та Тапаського району (1950—1954).

## Історія
13 вересня 1945 року на території волості Вогнья у Віруському повіті утворена Арбавереська сільська рада з центром у селі Арбавере.
26 вересня 1950 року, після скасування в Естонській РСР повітового та волосного поділу, сільська рада ввійшла до складу новоутвореного Тапаського сільського району.
17 червня 1954 року в процесі укрупнення сільських рад Естонської РСР Арбавереська сільська рада ліквідована. Її територія склала північну частину Вогньяської сільської ради.